# Liste der Nummer-eins-Hits in Österreich (1981)
Dies ist eine Liste der Nummer-eins-Hits in Österreich im Jahr 1981. Sie basiert auf den Top-20-Single- und Albumlisten der österreichischen Charts. Sie wurden halbmonatlich jeweils am 1. und am 15. jeden Monats veröffentlicht.

## Singles
| ← 1980 ← | Liste der Nummer-eins-Hits in Österreich | Liste der Nummer-eins-Hits in Österreich | Liste der Nummer-eins-Hits in Österreich                                                               | 1982 →                    |
| \| Zeitraum \| Wo. ges. \| Interpret \| Titel Autor(en) \| Zusätzliche Informationen \| \| (Zeitraum, Wochen auf Platz eins, Interpret, Titel, Autor[en], zusätzliche Informationen) \| \| \| \| \| \| ----------------------------------------------------------------------------------------- \| -------- \| ----------------------------------- \| ------------------------------------------------------------------------------------------------------ \| ------------------------- \| \| 1. Januar 1981 – 14. Januar 1981 2 Wochen \| 2 \| Barbra Streisand \| Woman in Love Barry Gibb, Robin Gibb \| – \| \| 15. Januar 1981 – 31. Januar 1981 2 Wochen \| 2 \| John Lennon \| (Just Like) Starting Over John Lennon \| – \| \| 1. Februar 1981 – 28. Februar 1981 4 Wochen (insgesamt 7) \| 7 \| Frank Duval & Orchestra \| Angel of Mine Musik: Frank Duval; Text: Kalina Maloyer \| – \| \| 1. März 1981 – 14. März 1981 2 Wochen \| 2 \| Jona Lewie \| Stop the Cavalry Jona Lewie \| – \| \| 15. März 1981 – 31. März 1981 3 Wochen (insgesamt 7) \| 7 \| Frank Duval & Orchestra \| Angel of Mine Musik: Frank Duval; Text: Kalina Maloyer \| – \| \| 1. April 1981 – 14. April 1981 2 Wochen \| 2 \| Queen \| Flash Brian May, Roger Taylor \| – \| \| 15. April 1981 – 30. April 1981 2 Wochen \| 2 \| Phil Collins \| In the Air Tonight Phil Collins \| – \| \| 1. Mai 1981 – 14. Mai 1981 2 Wochen \| 2 \| Joe Dolce Music Theatre \| Shaddap You Face Joseph Dolce \| – \| \| 15. Mai 1981 – 30. Juni 1981 7 Wochen \| 7 \| Bucks Fizz \| Making Your Mind Up John Danter, Andrew Gerard Hill \| – \| \| 1. Juli 1981 – 31. Juli 1981 4 Wochen \| 4 \| Stars on 45 \| Stars on 45 Martinus Duiser, Jaap Eggermont \| – \| \| 1. August 1981 – 30. September 1981 9 Wochen \| 9 \| Rainhard Fendrich \| Strada del sole Rainhard Fendrich \| – \| \| 1. Oktober 1981 – 14. November 1981 6 Wochen \| 6 \| Peter Cornelius \| Du entschuldige – i kenn’ di Peter Cornelius \| – \| \| 15. November 1981 – 31. Dezember 1981 7 Wochen \| 7 \| Fred Sonnenschein und seine Freunde \| Ja, wenn wir alle Englein wären Musik: Werner Thomas; Text: Terry Rendall, Renée Marcard, Frank Zander \| – \| |                                          |                                          | |                           |
| ← 1980 |                                          |                                          | | → 1982 →                  |
| Zeitraum | Wo. ges.                                 | Interpret                                | Titel Autor(en)                                                                                        | Zusätzliche Informationen |
| (Zeitraum, Wochen auf Platz eins, Interpret, Titel, Autor[en], zusätzliche Informationen) |                                          |                                          | |                           |
| 1. Januar 1981 – 14. Januar 1981 2 Wochen | 2                                        | Barbra Streisand                         | Woman in Love Barry Gibb, Robin Gibb                                                                   | –                         |
| 15. Januar 1981 – 31. Januar 1981 2 Wochen | 2                                        | John Lennon                              | (Just Like) Starting Over John Lennon                                                                  | –                         |
| 1. Februar 1981 – 28. Februar 1981 4 Wochen (insgesamt 7) | 7                                        | Frank Duval & Orchestra                  | Angel of Mine Musik: Frank Duval; Text: Kalina Maloyer                                                 | –                         |
| 1. März 1981 – 14. März 1981 2 Wochen | 2                                        | Jona Lewie                               | Stop the Cavalry Jona Lewie                                                                            | –                         |
| 15. März 1981 – 31. März 1981 3 Wochen (insgesamt 7) | 7                                        | Frank Duval & Orchestra                  | Angel of Mine Musik: Frank Duval; Text: Kalina Maloyer                                                 | –                         |
| 1. April 1981 – 14. April 1981 2 Wochen | 2                                        | Queen                                    | Flash Brian May, Roger Taylor                                                                          | –                         |
| 15. April 1981 – 30. April 1981 2 Wochen | 2                                        | Phil Collins                             | In the Air Tonight Phil Collins                                                                        | –                         |
| 1. Mai 1981 – 14. Mai 1981 2 Wochen | 2                                        | Joe Dolce Music Theatre                  | Shaddap You Face Joseph Dolce                                                                          | –                         |
| 15. Mai 1981 – 30. Juni 1981 7 Wochen | 7                                        | Bucks Fizz                               | Making Your Mind Up John Danter, Andrew Gerard Hill                                                    | –                         |
| 1. Juli 1981 – 31. Juli 1981 4 Wochen | 4                                        | Stars on 45                              | Stars on 45 Martinus Duiser, Jaap Eggermont                                                            | –                         |
| 1. August 1981 – 30. September 1981 9 Wochen | 9                                        | Rainhard Fendrich                        | Strada del sole Rainhard Fendrich                                                                      | –                         |
| 1. Oktober 1981 – 14. November 1981 6 Wochen | 6                                        | Peter Cornelius                          | Du entschuldige – i kenn’ di Peter Cornelius                                                           | –                         |
| 15. November 1981 – 31. Dezember 1981 7 Wochen | 7                                        | Fred Sonnenschein und seine Freunde      | Ja, wenn wir alle Englein wären Musik: Werner Thomas; Text: Terry Rendall, Renée Marcard, Frank Zander | –                         |

## Alben
| ← 1980 ← | Liste der Nummer-eins-Alben in Österreich | Liste der Nummer-eins-Alben in Österreich | Liste der Nummer-eins-Alben in Österreich | 1982 →                    |
| \| Zeitraum \| Wo. ges. \| Interpret \| Titel \| Zusätzliche Informationen \| \| (Zeitraum, Wochen auf Platz eins, Interpret, Titel, zusätzliche Informationen) \| \| \| \| \| \| ------------------------------------------------------------------------------ \| -------- \| -------------------------- \| ---------------------------------------- \| ------------------------- \| \| 1. Dezember 1980 – 14. Januar 1981 6 Wochen \| 6 \| Barbra Streisand \| Guilty \| – \| \| 15. Januar 1981 – 14. Februar 1981 4 Wochen \| 4 \| John Lennon \| Double Fantasy \| – \| \| 15. Februar 1981 – 28. Februar 1981 2 Wochen (insgesamt 7) \| 7 \| Die Schlümpfe \| Hitparade der Schlümpfe \| – \| \| 1. März 1981 – 14. März 1981 2 Wochen \| 2 \| Karel Gott \| Guten Abend, gute Laune \| – \| \| 15. März 1981 – 31. März 1981 3 Wochen (insgesamt 7) \| 7 \| Die Schlümpfe \| Hitparade der Schlümpfe \| – \| \| 1. April 1981 – 14. April 1981 2 Wochen \| 2 \| Queen \| Flash Gordon – Original Soundtrack Music \| – \| \| 15. April 1981 – 30. April 1981 2 Wochen \| 2 \| Frank Duval & Orchestra \| Angel of Mine \| – \| \| 1. Mai 1981 – 14. Mai 1981 2 Wochen (insgesamt 7) \| 7 \| Die Schlümpfe \| Hitparade der Schlümpfe \| – \| \| 15. Mai 1981 – 14. Juni 1981 5 Wochen \| 5 \| Howard Carpendale \| Meine schönsten Lieder \| – \| \| 15. Juni 1981 – 14. August 1981 8 Wochen \| 8 \| ABBA \| A wie ABBA \| – \| \| 15. August 1981 – 31. August 1981 3 Wochen \| 3 \| Regenbogen \| Zwischen Regen und Sonne \| – \| \| 1. September 1981 – 30. September 1981 4 Wochen \| 4 \| (Verschiedene Interpreten) \| Hitrider \| – \| \| 1. Oktober 1981 – 31. Oktober 1981 4 Wochen \| 4 \| (Verschiedene Interpreten) \| High Life – 20 Original Top Hits \| – \| \| 1. November 1981 – 14. November 1981 2 Wochen \| 2 \| Wolfgang Ambros \| Selbstbewusst \| – \| \| 15. November 1981 – 30. November 1981 3 Wochen \| 3 \| James Last \| Schließ die Augen, laß dich verwöhnen \| – \| \| 1. Dezember 1981 – 14. Dezember 1981 2 Wochen \| 2 \| (Verschiedene Interpreten) \| Italo Hit Festival \| – \| \| 15. Dezember 1981 – 14. Januar 1982 4 Wochen \| 4 \| Queen \| Greatest Hits \| – \| |                                           |                                           |                                           |                           |
| ← 1980 |                                           |                                           |                                           | → 1982 →                  |
| Zeitraum | Wo. ges.                                  | Interpret                                 | Titel                                     | Zusätzliche Informationen |
| (Zeitraum, Wochen auf Platz eins, Interpret, Titel, zusätzliche Informationen) |                                           |                                           |                                           |                           |
| 1. Dezember 1980 – 14. Januar 1981 6 Wochen | 6                                         | Barbra Streisand                          | Guilty                                    | –                         |
| 15. Januar 1981 – 14. Februar 1981 4 Wochen | 4                                         | John Lennon                               | Double Fantasy                            | –                         |
| 15. Februar 1981 – 28. Februar 1981 2 Wochen (insgesamt 7) | 7                                         | Die Schlümpfe                             | Hitparade der Schlümpfe                   | –                         |
| 1. März 1981 – 14. März 1981 2 Wochen | 2                                         | Karel Gott                                | Guten Abend, gute Laune                   | –                         |
| 15. März 1981 – 31. März 1981 3 Wochen (insgesamt 7) | 7                                         | Die Schlümpfe                             | Hitparade der Schlümpfe                   | –                         |
| 1. April 1981 – 14. April 1981 2 Wochen | 2                                         | Queen                                     | Flash Gordon – Original Soundtrack Music  | –                         |
| 15. April 1981 – 30. April 1981 2 Wochen | 2                                         | Frank Duval & Orchestra                   | Angel of Mine                             | –                         |
| 1. Mai 1981 – 14. Mai 1981 2 Wochen (insgesamt 7) | 7                                         | Die Schlümpfe                             | Hitparade der Schlümpfe                   | –                         |
| 15. Mai 1981 – 14. Juni 1981 5 Wochen | 5                                         | Howard Carpendale                         | Meine schönsten Lieder                    | –                         |
| 15. Juni 1981 – 14. August 1981 8 Wochen | 8                                         | ABBA                                      | A wie ABBA                                | –                         |
| 15. August 1981 – 31. August 1981 3 Wochen | 3                                         | Regenbogen                                | Zwischen Regen und Sonne                  | –                         |
| 1. September 1981 – 30. September 1981 4 Wochen | 4                                         | (Verschiedene Interpreten)                | Hitrider                                  | –                         |
| 1. Oktober 1981 – 31. Oktober 1981 4 Wochen | 4                                         | (Verschiedene Interpreten)                | High Life – 20 Original Top Hits          | –                         |
| 1. November 1981 – 14. November 1981 2 Wochen | 2                                         | Wolfgang Ambros                           | Selbstbewusst                             | –                         |
| 15. November 1981 – 30. November 1981 3 Wochen | 3                                         | James Last                                | Schließ die Augen, laß dich verwöhnen     | –                         |
| 1. Dezember 1981 – 14. Dezember 1981 2 Wochen | 2                                         | (Verschiedene Interpreten)                | Italo Hit Festival                        | –                         |
| 15. Dezember 1981 – 14. Januar 1982 4 Wochen | 4                                         | Queen                                     | Greatest Hits                             | –                         |